# Гвинтовий насос

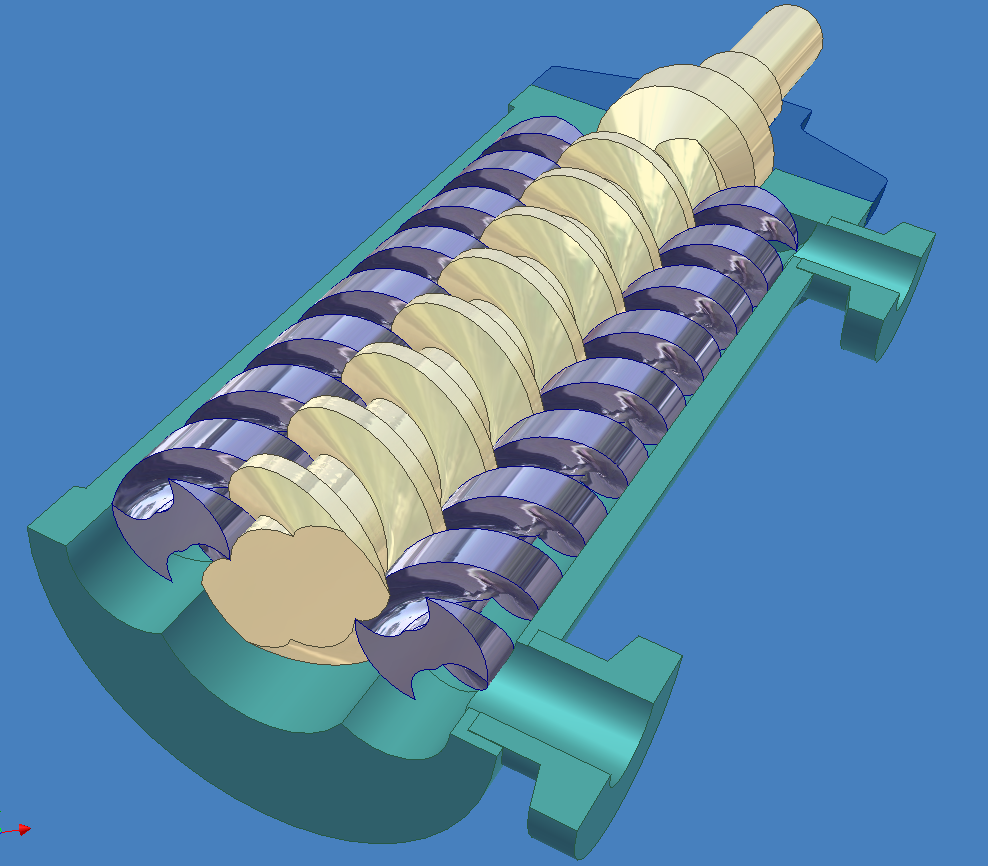
Загальний вигляд тригвинтового насоса (із знятою кришкою)

Насо́с гвинтови́й (рос. насос винтовой, англ. screw pump; нім. Spindelpumpe f, Schneckenförderpumpe f, Schraubenpumpe f) — об'ємний насос з робочими ланками у вигляді гвинтів, що обертаються в нерухомій обоймі (роторний насос, в якому витискним елементом служить гвинт). Гвинтовий насос — роторно-обертальний насос з переміщенням рідкого середовища уздовж осі обертання робочих органів (різновид шнекової машини).

## Класифікація
Залежно від кількості гвинтів розрізняють одногвинтові, двогвинтові, тригвинтові та багатогвинтові насоси.
Найпоширенішими є тригвинтові насоси з двозахідними гвинтами. Вони складаються з трьох гвинтових роторів, середній з яких є ведучим, а два бокових — веденими, ущільнювачами ведучого гвинта. При обертанні гвинтів їхні нарізки, взаємно замикаючись, відсікають у западинах певну кількість рідини та переміщують її уздовж осі обертання.

## Характеристики
Характеризуються високим к.к.д. (0,8 — 0,85) в широкому діапазоні навантажень.
Основні параметри:
Робочий об'єм від 15 до 3500 см3.
Робочий тиск до 20 МПа.
Діапазон частот обертання 1000…3500 хв−1.
Двогвинтові насоси звичайно виготовляють на відносно невеликі витрати рідини при тиску до 1 МПа. В одногвинтовому насосі замкнена камера утворена гвинтом та нерухомою обоймою.

## Застосування
У гірничій промисловості знаходять застосування для відкачування забрудненої води, очищення водозбірників, у технологічних схемах водовугільного палива. Н.г., які серійно виготовляють на подачу 500–600 м3/год при тиску до 3 МПа, використовують, зокрема, для перекачування високов'язкої нафти, а також на нафтових родовищах в умовах низьких температур.
У нафтогазовій промисловості занурені гвинтові насоси призначені для відкачування зі свердловин рідини високої в'язкості. Крім того, такі насоси є об'ємними і тому менш чутливі до наявності в рідині, що відкачується, вільного газу порівняно з відцентровими насосами, вони допускають вищий газовміст на вході в насос. Найслабкішим елементом гвинтового насоса є статор, оскільки при відкачуванні продукції з механічними домішками відбувається пошкодження його поверхні; крім того, статор пошкоджується при недостатньому змащуванні.
Промисловістю випускаються гвинтові насоси з подачею від 40 до 240 м3/доб.  УГН рекомендуються для експлуатації свердловин за таких умов:
 в'язкість нафти до 20 Па с;
 підвищений вміст вільного газу;
 великі відхилення свердловини від вертикалі (до 70 °).
ККД гвинтових насосів досягає 80 %.